# Ronald Parise
Ronald Anthony Parise (Warren, 24 mei 1951 – Silver Spring, 9 mei 2008) was een Amerikaans ruimtevaarder. Parise zijn eerste ruimtevlucht was STS-35 met de spaceshuttle Columbia en vond plaats op 2 december 1990. Tijdens de missie werd er onderzoek gedaan met het Spacelab.
Parise werd in 1984 geselecteerd door NASA. In totaal heeft hij twee ruimtevluchten op zijn naam staan. Hij stond gepland om deel te nemen aan de geannuleerde ruimtevlucht STS-61-E. In 1995 verliet hij NASA en ging hij als astronaut met pensioen. Hij overleed aan een hersentumor in 2008.